# Stroomculturen

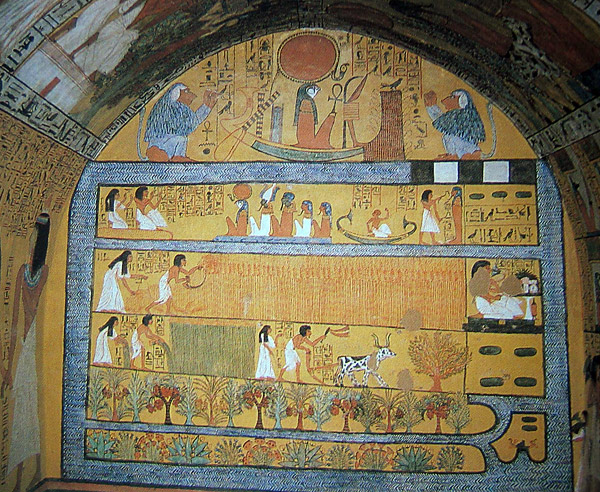
Muurschildering uit de grafkamer van Sennedjem (ca. 1200 v.Chr.): irrigatiewerken en de door runderen getrokken ploeg maken landbouw mogelijk in Egypte

Stroomculturen zijn landbouwculturen in de prehistorie en de vroege geschiedenis van de mensheid die ontstonden langs grote rivieren.
Het tijdperk van de stroomculturen is een van de zeven tijdvakken in vele methodes uit het Vlaamse geschiedenisonderwijs. De stroomculturen vinden traditioneel hun oorsprong rond 3500 v.Chr. Vanaf 800 v.Chr. gaat men over naar het tijdvak van de klassieke oudheid.
De stroomculturen onderscheiden zich van oudere en nieuwere samenlevingen door het feit dat enkele wereldrijken werden gesticht aan de oever van grote stromen (=rivieren). Het gaat daarbij meestal om vier – vermoedelijk onafhankelijk van elkaar ontstane – geletterde, stedelijke beschavingen met ceremoniële centra:
- Mesopotamië, ook wel gekend als het Tweestromenland (langs de Eufraat en de Tigris). Tot de Mesopotamische beschaving behoorden onder andere Soemer, Akkad en Babylonië.
- Egypte (langs de Nijl)
- Indië (langs de Indus)
- China (langs de Gele Rivier)

Deze beschavingen ontstonden aan de oever van belangrijke rivieren omwille van een aantal factoren:
- In een grotendeels woestijnachtig gebied is er weinig of geen landbouw mogelijk. Vanaf 8000 v.Chr. gaat men hier en daar in vruchtbare gebieden aan landbouw doen. Rivieren maken omliggende gebieden steeds veel vruchtbaarder dan de gebieden daarrond. Een rivier trekt dus nomaden aan die op zoek zijn naar een meer zekere toekomst.
- Via de rivier (en uiteindelijk ook de zee) kan transport van handelsproducten, bouwmaterialen, soldaten, enzovoorts op gang komen, wat de organisatie en economie van een groot rijk mogelijk maakt en stimuleert.
- De rivier voorziet in een van de belangrijkste levensmiddelen: drinkbaar water.

Deze factoren zorgen voor een toenemende bevolking aan de rivieroevers. Grotere groepen inwoners krijgen ook in toenemende mate behoefte aan structuur, georganiseerd leiderschap en een georganiseerde verdediging (leger). Hierdoor groeien deze afzonderlijke stammen uit tot rijkjes die dankzij hun organisatie omliggende gebieden relatief gemakkelijk kunnen onderwerpen.